# 23 أكتوبر
- السبت
- الأحد
- الاثنين
- الثلاثاء
- الأربعاء
- الخميس
- الجمعة

- 275 ربيع الآخر 1447  هـ
- 286 ربيع الآخر 1447  هـ
- 297 ربيع الآخر 1447  هـ
- 308 ربيع الآخر 1447  هـ
- 19 ربيع الآخر 1447  هـ
- 210 ربيع الآخر 1447  هـ
- 311 ربيع الآخر 1447  هـ
- 412 ربيع الآخر 1447  هـ
- 513 ربيع الآخر 1447  هـ
- 614 ربيع الآخر 1447  هـ
- 715 ربيع الآخر 1447  هـ
- 816 ربيع الآخر 1447  هـ
- 917 ربيع الآخر 1447  هـ
- 1018 ربيع الآخر 1447  هـ
- 1119 ربيع الآخر 1447  هـ
- 1220 ربيع الآخر 1447  هـ
- 1321 ربيع الآخر 1447  هـ
- 1422 ربيع الآخر 1447  هـ
- 1523 ربيع الآخر 1447  هـ
- 1624 ربيع الآخر 1447  هـ
- 1725 ربيع الآخر 1447  هـ
- 1826 ربيع الآخر 1447  هـ
- 1927 ربيع الآخر 1447  هـ
- 2028 ربيع الآخر 1447  هـ
- 2129 ربيع الآخر 1447  هـ
- 2230 ربيع الآخر 1447  هـ
- 231 جمادى الأولى 1447  هـ
- 242 جمادى الأولى 1447  هـ
- 253 جمادى الأولى 1447  هـ
- 264 جمادى الأولى 1447  هـ
- 275 جمادى الأولى 1447  هـ
- 286 جمادى الأولى 1447  هـ
- 297 جمادى الأولى 1447  هـ
- 308 جمادى الأولى 1447  هـ
- 319 جمادى الأولى 1447  هـ

23 أكتوبر أو 23 تشرين الأوَّل أو يوم 23 \ 10 (اليوم الثالث والعشرين من الشهر العاشر) هو اليوم السادس والتسعون بعد المئتين (296) من السنة، أو السابع والتسعون بعد المئتين (297) في السنوات الكبيسة، وفقًا للتقويم الميلادي الغربي (الغريغوري). يبقى بعده 69 يومًا على انتهاء السنة.

## أحداث
- 1086 - المرابطون بقيادة يوسف بن تاشفين ينتصرون على مملكة قشتالة بقيادة الملك ألفونسو السادس في معركة الزلاقة.
- 1919 - اغتيال مبارك التوزونيني على يد وزيره بلقاسم النكادي بين الريصاني وأرفود.
- 1941 - رئيس الأركان السوفيتي جورج زيخوف يتولى قيادة عمليات الجيش الأحمر لوقف تقدم الألمان إلى روسيا وذلك أثناء الحرب العالمية الثانية.
- 1942 - اندلاع أولى مواجهات معركة العلمين بين القوات ألمانية والإيطالية بقيادة إرفين رومل وبين القوات البريطانية بقيادة برنارد مونتغمري وذلك أثناء الحرب العالمية الثانية.
- 1956 - عشرات الآلاف المجريين يتدفقون إلى الشوارع للمطالبة بوضع نهاية للحكم السوفيتي في بلادهم ما يعرف بالثورة المجرية.
- 1982 - الملك فهد بن عبد العزيز آل سعود يضع حجر الأساس لمجمع الملك فهد لطباعة المصحف الشريف.
- 1983 - تفجير مقر القوات الفرنسية التابعة للقوات المتعددة الجنسيات جنوب لبنان وأدى ذلك إلى مقتل 56 شخص، وهجوم إنتحاري على ثكنات قوات مشاة البحرية الأمريكية في بيروت أسفر عن مقتل 231 أمريكيًا.
- 2005 -إعصار ويلما يضرب السواحل الغربية لولاية فلوريدا.
- 2011 -
  - المجلس الوطني الانتقالي يعلن عن تحرير ليبيا من نظام العقيد معمر القذافي.
  - إجراء انتخابات المجلس الوطني التأسيسي التونسي وسط إقبال كبير، وهو المجلس الذي سيكلف بوضع دستور جديد بعد الثورة وإسقاط حكم زين العابدين بن علي.
- 2015 -
  - إعصار باتريسيا يضرب الساحل الغربي للمكسيك، وأعلن العلماء بأنه أقوى إعصار مسجل في التاريخ.
  - حادث تصادم بين حافلة وشاحنة في بويسغان جنوب غرب فرنسا يودي بحياة 43 شخصا على الأقل.
- 2019 -
  - وقوع احتجاجات في إقليم أوروميا الإثيوبي، ومقتل ما لا يقل عن 67 شخصًا.
  - الشُرطة البريطانيَّة تعثر على 39 جُثَّة في مقطورة شاحنة تبريد في منطقة غرايز بإسكس في إنجلترا.
- 2020 - السودان وإسرائيل يعلنان عن اتفاق مبدئي لتطبيع العلاقات بين الدولتين.
- 2024 - مقتل 5 أشخاص وإصابة 22 آخرين في هجوم مسلح على مقر الشركة التركية للصناعات الجوية والفضائية في أنقرة.

## مواليد
- 1715 - بطرس الثاني، إمبراطور روسيا.
- 1905 - فليكس بلوخ، عالم فيزياء سويسري حاصل على جائزة نوبل في الفيزياء عام 1952.
- 1908 - إليا فرانك، عالم فيزياء روسي حاصل على جائزة نوبل في الفيزياء عام 1958.
- 1923 - حبيب الله منطقي، شاعر إيراني.
- 1940 - بيليه، لاعب كرة قدم برازيلي.
- 1942 - مايكل كرايتون، كاتب أمريكي.
- 1943 - صلاح السعدني، ممثل مصري.
- 1945
  - ميشيل فوترو، حكم كرة قدم فرنسي.
  - كمال الشيخ، سياسي فلسطيني.
- 1946 - تانسو تشيلر، رئيسة وزراء تركية.
- 1947 - عبد العزيز الرنتيسي، قائد في حركة حماس.
- 1951 - فاتمير سيديو، رئيس كوسوفو الثاني.
- 1961 -
  - كمال أبو رية، ممثل مصري.
  - زوبيزاريتا، حارس مرمى كرة قدم إسباني.
- 1963 -
  - عمرو أديب، إعلامي مصري.
  - رشيدي يقيني، لاعب كرة قدم نيجيري.
- 1964 - روبرت تروهيو، عازف غيتار بايس أمريكي وعضو فرقة ميتاليكا.
- 1969 - أحمد رشوان، مخرج مصري.
- 1973 - كريستيان دايلي، لاعب كرة قدم اسكتلندي.
- 1976 -
  - رايان رينولدز، ممثل كندي.
  - ريم عبد العزيز، ممثلة سورية.
- 1977 - مشعل نايف، لاعب كرة قدم كويتي.
- 1978 -
  - جيمي بولارد، لاعب كرة قدم إنجليزي.
  - أرتشي تومبسون، لاعب كرة قدم أسترالي.
- 1979 - سيمون ديفيز، لاعب كرة قدم ويلزي.
- 1980 - يزن السيد، لاعب كرة قدم وممثل سوري.
- 1984 - خالد النمش، لاعب كرة قدم كويتي.
- 1986 - جيسيكا ستروب، ممثلة الأمريكية.

## وفيات
- 1869 - إدوارد سميث ستانلي، رئيس وزراء المملكة المتحدة.
- 1916 - جون هاريسون ميلز، رسام ورجل أعمال أمريكي.
- 1919 - مبارك التوزونيني، ثائر ومجاهد مغربي.
- 1920 - فرصت الشيرازي، كاتب وخطاط وشاعر إيراني.
- 1944 - تشارلس غلوفر باركلا، عالم فيزياء إنجليزي حاصل على جائزة نوبل في الفيزياء عام 1917.
- 1986 - إدوارد دويزي، عالم كيمياء حيوية أمريكي حاصل على جائزة نوبل في الطب عام 1943.
- 2005 - ستيلا أوباسانجو، سيدة أولى نيجيرية.
- 2009 -
  - طلال العيار، نائب ووزير كويتي.
  - زبير التركي، رسام ونحات تونسي.
  - ناظم الغبرا، طبيب كويتي من أصول فلسطينية.
- 2011 -
  - هيربرت هاوبتمان، عالم رياضيات أمريكي حاصل على جائزة نوبل في الكيمياء عام 1985.
  - أحمد أبو المعاطي، قارئ مصري.
- 2014 - غلام أعظم، زعيم الجماعة الإسلامية البنغالية.
- 2016 - خليفة بن حمد آل ثاني، أمير قطر السادس.
- 2019 - عوض أحمد خليفة، شاعر سوداني.

## أعياد ومناسبات
- اليوم العالمي للروماتزم.
- اليوم الوطني في المجر.

## وصلات خارجية
- وكالة الأنباء القطريَّة: حدث في مثل هذا اليوم.
- أرشيف مصر: حدث في مثل هذا اليوم.
- BBC: حدث في مثل هذا اليوم